# 체흐 라슬로 (수영 선수)
체흐 라슬로(헝가리어: Cseh László, 헝가리어 발음: [ˈt͡ʃɛ ˈlaːsloː], 1985년 12월 3일~)는 헝가리의 수영 선수이다. 올림픽에 6회 참가하였으며, 2008년 하계 올림픽에서 획득한 은메달 3개를 포함하여 올림픽 메달을 총 6개 획득했다. 또한 세계 선수권 대회에서 금메달 2개, 유럽 선수권 대회와 유럽 쇼트 코스 선수권 대회에서 금메달 33개를 획득했다.

## 수상
- 헝가리 올해의 수영 선수(2003, 2005, 2006, 2007, 2008, 2010, 2014, 2015, 2016)
- 스위밍 월드 선정 유럽 올해의 수영 선수(2005, 2006)
- 유럽 수영 연맹 선정 유럽 올해의 수영 선수(2015)
- 헝가리 국립 스포츠 협회(NSSZ) 선정 헝가리 올해의 스포츠 선수(2006)
- 헝가리 올해의 선수(2006, 2015)
- 헝가리 올해의 대학 선수(2015)
- 벌러토널마디 명예 시민(2008)
- 쾨바녀 명예 주민(2008)
- 에게르 명예 시민(2016)

### 수훈
- 금십자 헝가리 공화국 공로장(2004년)
- 장교십자 헝가리 공화국 공로장(2008년)
- 사령관십자 헝가리 공화국 공로장(2012년)
- 사령관성십자 헝가리 공화국 공로장(2016년)